# Pxavi
Pshavi (georgià: ფშავი) és una petita regió de Geòrgia, que avui dia forma part de la regió de Mtskheta-Mtianeti, situada principalment al sud de les muntanyes del Caucas, als riu Aragvi i Lorí. Els habitantsm, pshavs, localment pshavelis, parlen un dialecte georgià i són ortodoxos. No es diferencien gaire dels muntanyesos de la Geòrgia oriental. El poeta Luka Razikashvili (1861-1915), conegut com a Vazha-Pshavela ("el noi de Pshavi") és originari d'aquesta regió, de la vila de Chargali.